# Saint-Sébastien (Isère)
Saint-Sébastien ist eine Ortschaft und eine Commune déléguée in der französischen Gemeinde Châtel-en-Trièves mit 268 Einwohnern (Stand: 1. Januar 2022) im Département Isère in der Region Auvergne-Rhône-Alpes (vor 2016 Rhône-Alpes). Die Einwohner werden Sébastianous genannt.
Mit Wirkung vom 1. Januar 2017 wurden die ehemaligen Gemeinden Cordéac und Saint-Sébastien zur Commune nouvelle Châtel-en-Trièves zusammengelegt. Die Gemeinde Saint-Sébastien gehörte zum Arrondissement Grenoble und zum Kanton Matheysine-Trièves.

## Geographie
Saint-Sébastien liegt in der Landschaft Trièves, etwa 45 Kilometer südsüdöstlich von Grenoble. Das ehemalige Gemeindegebiet reichte im Norden bis zur Staumauer der Drac-Talsperre, im Süden bis zum Fuß des Obiou-Massivs.

## Bevölkerungsentwicklung
| Jahr                       | 1962 | 1968 | 1975 | 1982 | 1990 | 1999 | 2006 | 2017 |
| -------------------------- | ---- | ---- | ---- | ---- | ---- | ---- | ---- | ---- |
| Einwohner                  | 144  | 121  | 93   | 123  | 150  | 178  | 218  | 250  |
| Quellen: Cassini und INSEE |      |      |      |      |      |      |      |      |

## Sehenswürdigkeiten
- Reste der Burg Morges bei Châteauvieux aus dem 11./12. Jahrhundert
- protestantische Kirche

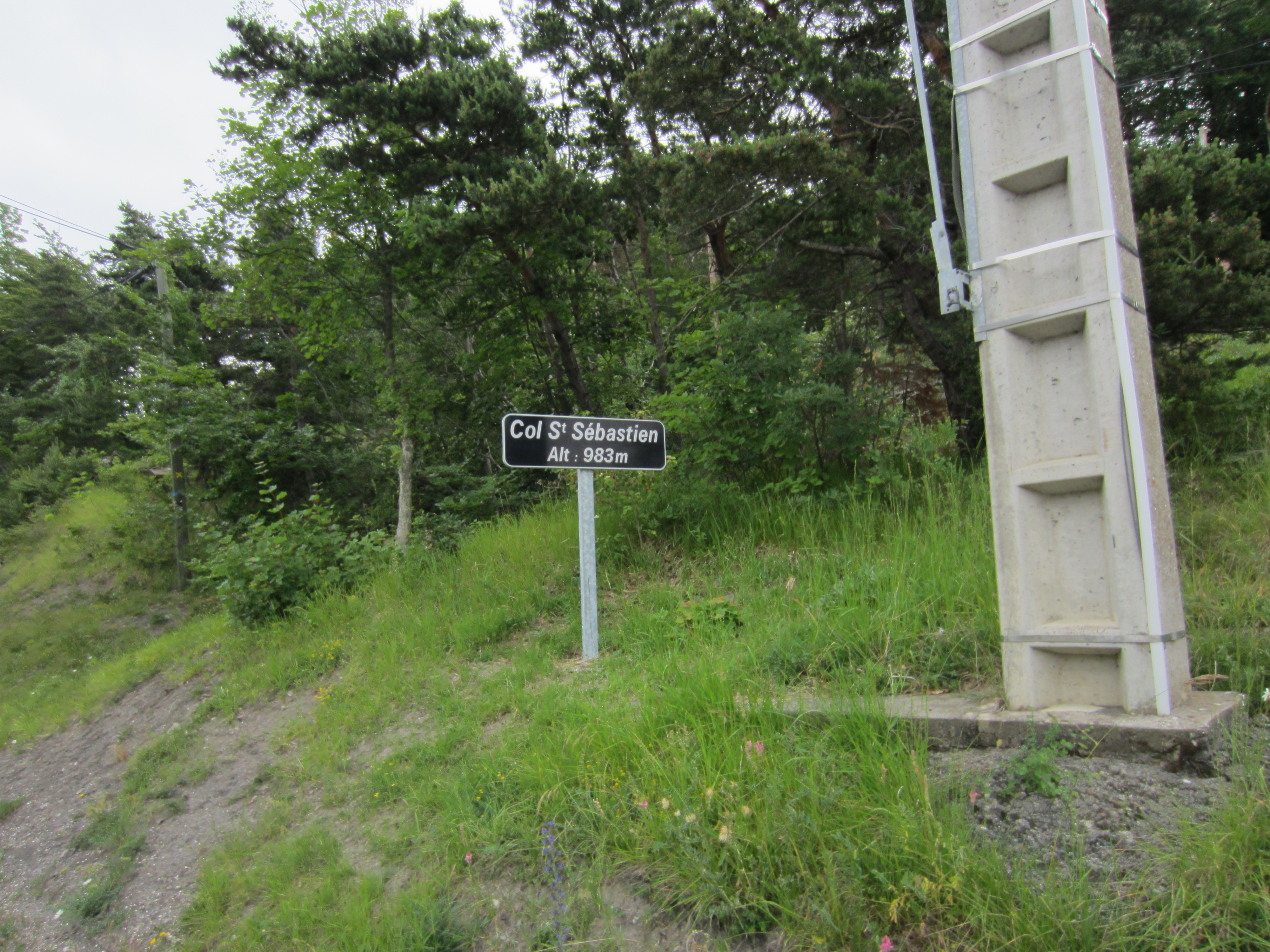
Passstraße an der D 66 von Mens zum Lac du Sautet